# 江南东路

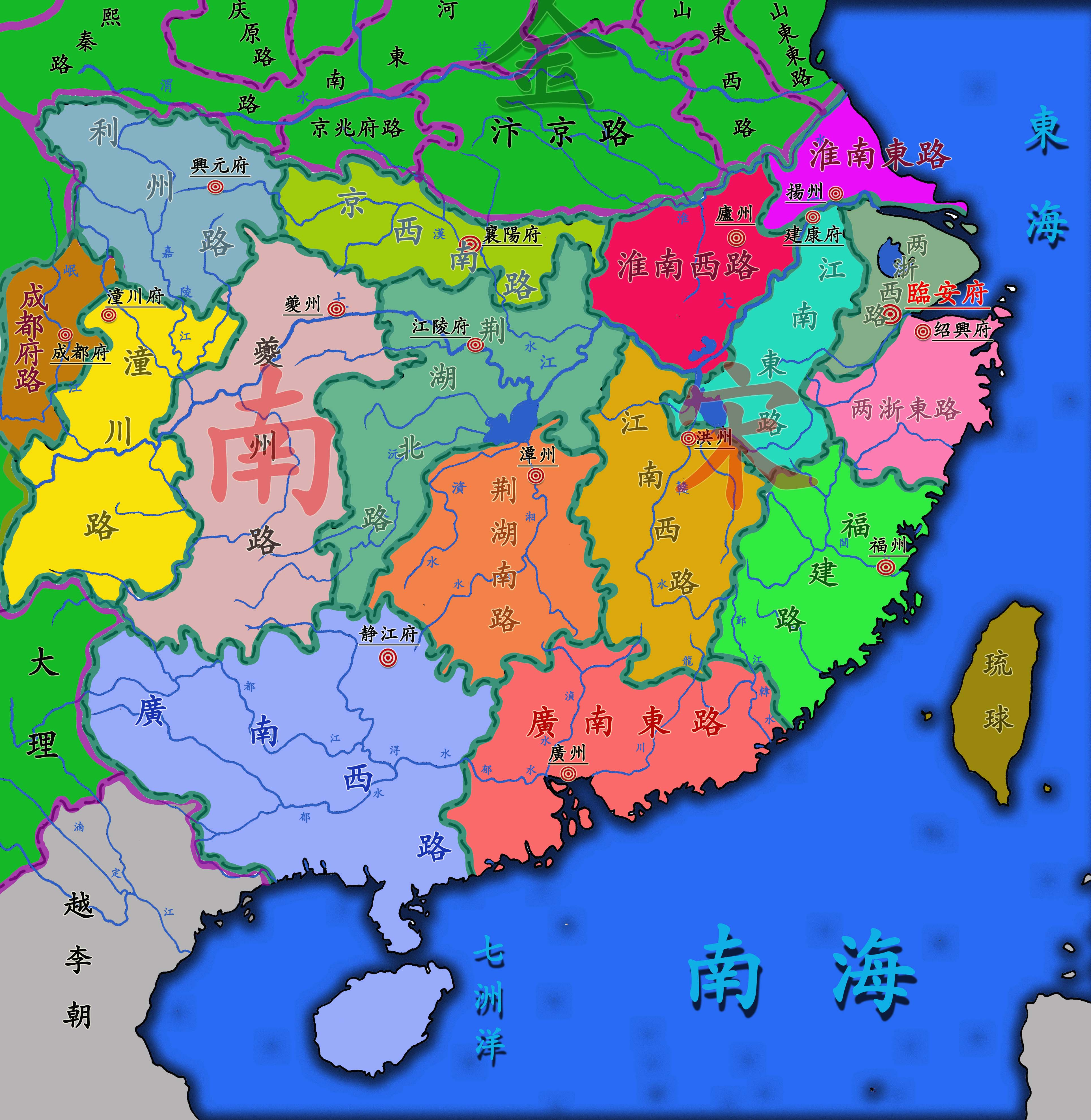
宋 分路图

江南东路是中國宋朝（960年－1279年）的一个路，民间称为江东或江南，首府在江宁府（今南京市境内）；後於宋朝滅亡後劃入元朝的江浙行省等。

## 历史沿革
宋太宗至道三年（997年）在州之上改道为路，分宋朝全境為京東、京西、河北、河東、陝西、淮南、江南、荆湖南、荆湖北、兩浙、福建、西川、峽、廣南東、廣南西十五路。在並沒有行駛主權的幽雲十六州地區，宋朝也預設了燕山府路和雲中府路。 天禧二年（1018年）复升昇州为江宁府；天禧四年（1020年）分江南路为江南东路和江南西路。
北宋时期， 今天江苏省西南部，安徽省东南部属于江南东路，江南东路置一府（江宁府）、7州、2军、68县。
在宋代，江南东路是中国最繁荣的省份之一。无论是人口总数、粮食产量，还是在科举考试中及第的人数，都名列全国前三名之内，与淮南东路，两浙路相当，明显领先于附近的淮南西路、江南西路等。

## 行政区划
| 府 州 军 | 附郭县         | 县                                        |
| 江宁府   | 上元县、江宁县 | 句容县 溧水县 溧阳县                      |
| 宣州     | 宣城县         | 南陵县 宁国县 旌德县 太平县 泾县          |
| 徽州     | 歙县           | 休宁县 祁门县 婺源县 绩溪县 黟县          |
| 江州     | 德化县         | 湖口县 彭泽县 瑞昌县 德安县               |
| 池州     | 贵池县         | 青阳县 铜陵县 建德县 石埭县 东流县 永丰监 |
| 饶州     | 鄱阳县         | 馀干县 浮梁县 乐平县 德兴县 安仁县 永平监 |
| 信州     | 上饶县         | 玉山县 弋阳县 贵溪县 铅山县 永丰县 宝丰县 |
| 太平州   | 当涂县         | 芜湖县 繁昌县                             |
| 南康军   | 星子县         | 建昌县 都昌县                             |
| 广德军   | 广德县         | 建平县                                    |